# آلن انیوم
آلن انیوم (انگلیسی: Allan Nyom؛ زاده ۱۰ مهٔ ۱۹۸۸) یک بازیکن فوتبال اهل فرانسه است که در پست مدافع بازی می‌کند.
وی در باشگاه فوتبال نانسی سابقه حضور دارد.